# Pareques umbrosus
Pareques umbrosus es una especie de pez de la familia Sciaenidae en el orden de los Perciformes.

## Morfología
• Los machos pueden llegar alcanzar los 25 cm de longitud total.

## Hábitat
Es un pez de mar de clima tropical y asociado a los  arrecifes de coral que vive entre 5-91 m de profundidad.

## Distribución geográfica
Se encuentra en el Océano Atlántico occidental: desde Carolina del Norte hasta Florida y, también, desde el Golfo de México entero hasta Venezuela .

## Uso comercial
Ha sido criado en cautividad.

## Observaciones
Es inofensivo para los humanos.